# 어번 테러
어번 테러(Urban Terror)는 프로즌샌드(FrozenSand)가 개발한 프리웨어 멀티플레이어 1인칭 슈팅 비디오 게임이다. 원래 이드 소프트웨어의 퀘이크 3 아레나의 토털 컨버전으로 계획되었으나 프로즌샌드는 2007년 게임 엔진으로 ioquake3를 활용하면서 어번 테러를 프리웨어 형태의 단독 게임으로 출시하였다. 게임 엔진이 오픈 소스 GPL로 라이선스된 어번 테러의 게임 코드는 클로즈드 소스 형태이며 게임 자산은 프리웨어이지만 자유 저작물은 아니다.